# A Dramatic Turn of Events
Albums de Dream Theater
Wither
(2009) Dream Theater
(2013)
Singles
1. On the Backs of Angels
Sortie : 29 juin 2011

A Dramatic Turn of Events est le onzième album studio du groupe de metal progressif Dream Theater. L'album est sorti officiellement le 13 septembre 2011. Il s'agit du premier album du groupe avec leur nouveau batteur Mike Mangini après le départ de Mike Portnoy en 2010. La chanson On the Back of Angels donne au groupe leur première nomination Grammy.
Il existe trois versions différentes de l'album : une édition standard avec un seul CD, une édition spéciale incluant un DVD du documentaire The Spirit Carries On qui montre les auditions que le groupe a tenues afin de trouver leur nouveau batteur ainsi qu'une édition limitée pour collectionneurs comprenant, en plus du CD et du DVD de l'édition spéciale, l'album en format vinyle double, une version instrumentale en CD, ainsi que quelques accessoires à l'effigie du groupe,.

## Composition du groupe
- James LaBrie – voix
- John Myung – basse
- John Petrucci – guitare et chœurs
- Mike Mangini – batterie
- Jordan Rudess – claviers

## Liste des titres
Toutes les paroles sont écrites par John Petrucci, sauf Far from Heaven paroles écrites par James LaBrie et Breaking All Illusions, écrites par Petrucci et John Myung.
| No | Titre                      | Musique                                                | Durée |
| -- | -------------------------- | ------------------------------------------------------ | ----- |
| 1. | On the Backs of Angels     | John Petrucci, Jordan Rudess, John Myung               | 8:45  |
| 2. | Build Me Up, Break Me Down | John Petrucci, Jordan Rudess, John Myung, James LaBrie | 6:59  |
| 3. | Lost Not Forgotten         | John Petrucci, Jordan Rudess, John Myung, James LaBrie | 10:11 |
| 4. | This Is the Life           | John Petrucci, Jordan Rudess                           | 6:57  |
| 5. | Bridges in the Sky         | John Petrucci, Jordan Rudess, John Myung               | 11:01 |
| 6. | Outcry                     | John Petrucci, Jordan Rudess, John Myung               | 11:24 |
| 7. | Far from Heaven            | John Petrucci, Jordan Rudess, James LaBrie             | 3:56  |
| 8. | Breaking All Illusions     | John Petrucci, Jordan Rudess, John Myung               | 12:25 |
| 9. | Beneath the Surface        | John Petrucci                                          | 5:26  |

## Analyse
Sur le morceau « On the Backs of Angels », Jordan Rudess utilise l'application qu'il a lui-même développé pour iPad, MorphWiz.

## Classements hebdomadaires
| Classement (2011)                  | Meilleure place |
| ---------------------------------- | --------------- |
| Allemagne (Media Control AG)       | 3               |
| Australie (ARIA)                   | 17              |
| Autriche (Ö3 Austria Top 40)       | 5               |
| Belgique (Flandre Ultratop)        | 22              |
| Belgique (Wallonie Ultratop)       | 15              |
| Canada (Canadian Albums Chart)     | 9               |
| Danemark (Tracklisten)             | 13              |
| Écosse (OCC)                       | 16              |
| Espagne (Promusicae)               | 10              |
| États-Unis (Billboard 200)         | 8               |
| Finlande (Suomen virallinen lista) | 1               |
| France (SNEP)                      | 16              |
| Italie (FIMI)                      | 3               |
| Japon (Oricon)                     | 8               |
| Norvège (VG-lista)                 | 5               |
| Nouvelle-Zélande (RIANZ)           | 17              |
| Pays-Bas (Mega Album Top 100)      | 2               |
| Portugal (AFP)                     | 9               |
| Royaume-Uni (UK Albums Chart)      | 17              |
| Royaume-Uni (Rock & Metal Albums)  | 1               |
| Suède (Sverigetopplistan)          | 3               |
| Suisse (Schweizer Hitparade)       | 6               |